# Distrito Este (Jerez de la Frontera)
Distrito Este también denominado popularmente como Las Delicias es uno de los siete distritos en los que se divide la organización administrativa de la ciudad de Jerez de la Frontera, en la provincia de Cádiz, España. 
Con una población de 38.598 habitantes y una extensión 6,71 km², limita con el distrito noreste, el distrito centro, la zona rural de La Cartuja y la pedanía de Estella del Marqués. En él se encuentran la antigua fábrica de botellas de Jerez, el Campus Universitario de Jerez, el campo de fútbol de La Canaleja y el parque del Retiro.

## Demografía

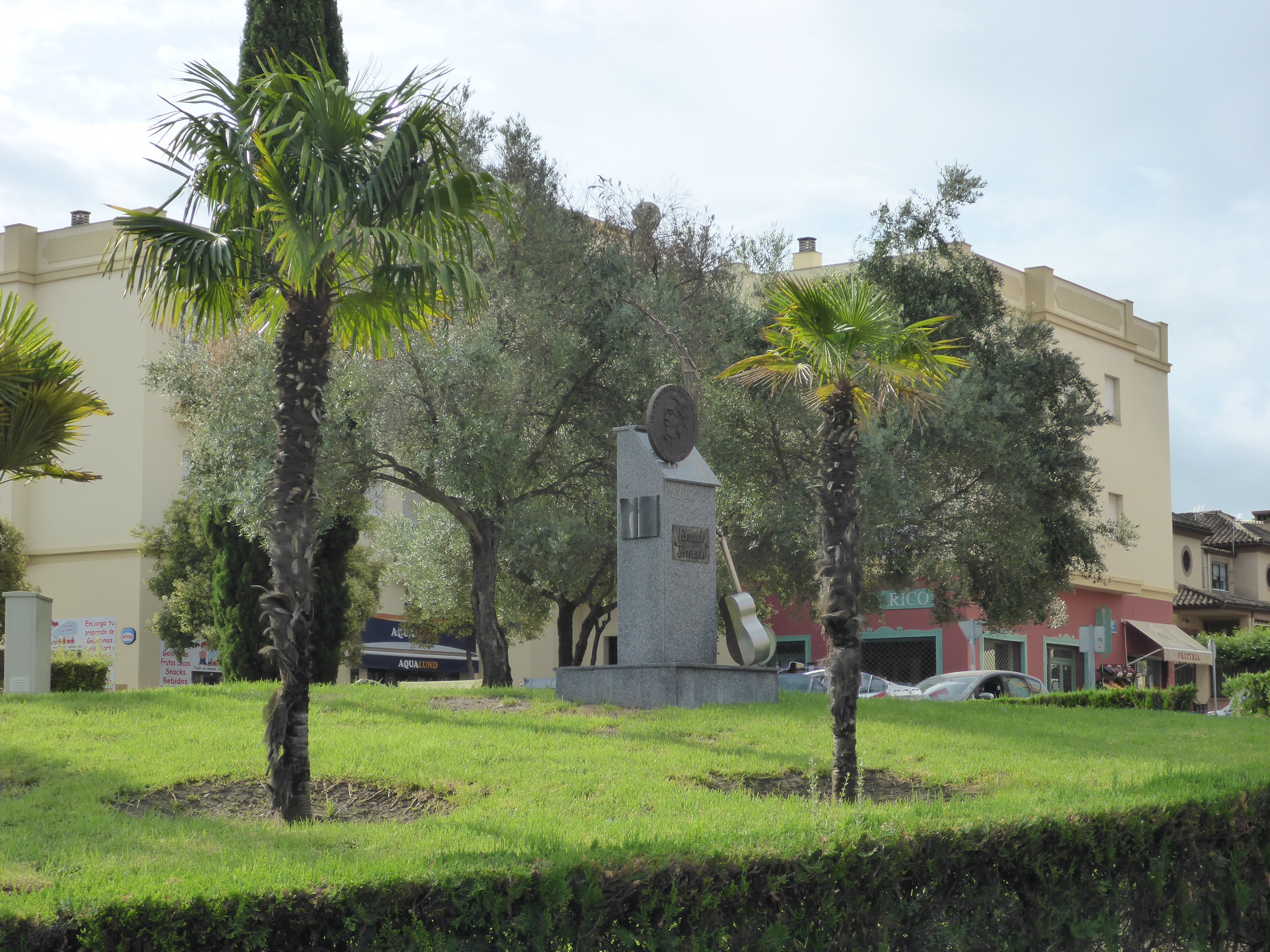
Monumento de Terremoto hijo en La Asunción

El Distrito con una población de 38.598 habitantes es el más poblado de la ciudad. Las barriadas que la componen son las siguientes:
| - Paseo de las Delicias - La Vid - Las Viñas - Parque de El Retiro - La Asunción - Olivar de Rivero - El Retiro | - Ciudasol - Bahía - Princi-Jerez - Las Palmeras - Santa Rosa - Los Infantes - Los Cedros | - Barbadillo - Zafer - Montealegre - Pago San José - Parque Atlántico - La Canaleja - El Pimiento | - La Pita - El Pinar - El Rocío - La Milagrosa - Guernica - Bami - Villa del Este | - Pago Majón - Parque Cartuja - Nazaret - Nazaret Este - Avd. Medina Sidonia - Parque Nazaret - Nueva Andalucía |  |

## Educación
El Distrito cuenta con 6 escuelas públicas de educación primarias y 3 institutos de educación secundaria, así como numerosas guarderías infantiles.

### Educación Primaria
| Centro de Estudio | Barrio                          | Fundación | Descripción |
| ----------------- | ------------------------------- | --------- | --- |
| Arana Beato       | La Pita                         | 1983      | Fundado por Antonio Arana Beato, natural de Trebujena, capataz de una finca de la zona. Sus orígenes de la escuela se remonta a años atrás a la actual. En 1983 decidieron ponerle el nombre de Arana Beato en honor y como homenaje póstumo al vecino de la barriada. |
| Ciudad de Jerez   | Pago San José                   | 1984      | |
| Manuel de Falla   | La Asunción- Olivar de Rivero   |           | |
| Montealegre       | Parque Atlántico                |           | |
| EL Retiro         | Paseo de las Delicias-El Retiro |           | |
| Tartessos         | Pago San José                   |           | |

### Educación Secundaria
| Centro de Estudio            | Barrio       | Fundación | Descripción |
| ---------------------------- | ------------ | --------- | --- |
| Blas Infante                 | Nazaret Este |           | |
| Fernando Savater             | Nazaret Este | 2002      | Fundado en 2002, inicialmente se denominaba IES Nazaret (nombre que recibía de la zona donde se ubica: Nazaret Este)             |
| José Manuel Caballero Bonald | La Asunción  | 1985      | Denominado así por el ilustre escritor y poeta jerezano José Manuel Caballero Bonald, abrió sus puertas por primera vez en 1985. |

### Universidad de Cádiz
El Campus de Jerez perteneciente la Universidad de Cádiz se encuentra en la avenida de la Universidad.

## Sanidad

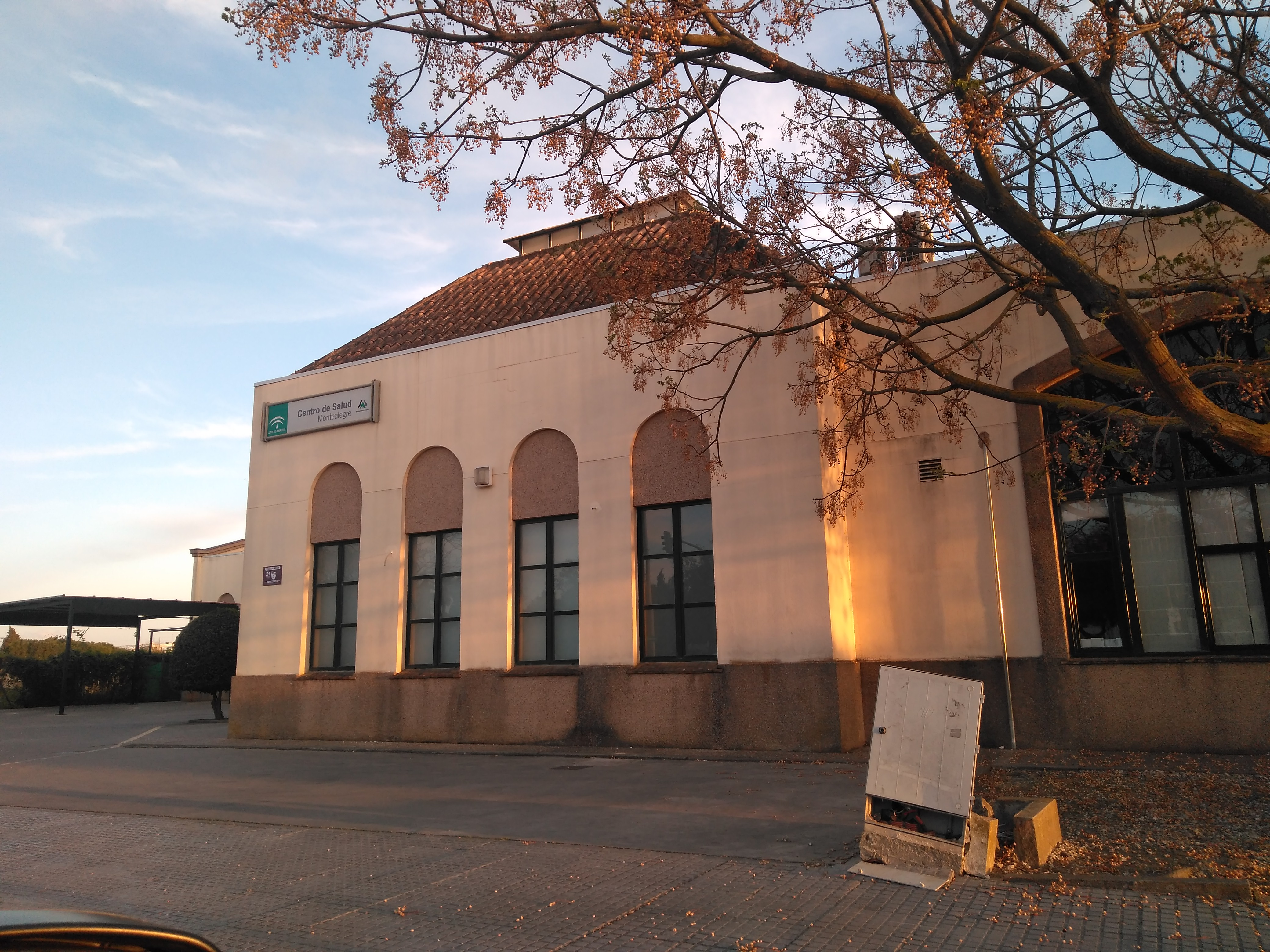
Centro_de_Salud_Montealegre

El Distrito cuenta con 3 centros de salud bien situados geográficamente:
- El Centro de Salud de La Asunción, situado en el barrio homónimo
- El Centro de Salud Montealegre ubicado en la avenida Juan Carlos I, entre las rotondas 2 y 3, frente a Nazaret Este
- El Centro de Salud de La Milagrosa situado en el barrio de La Milagrosa.

## Deportes

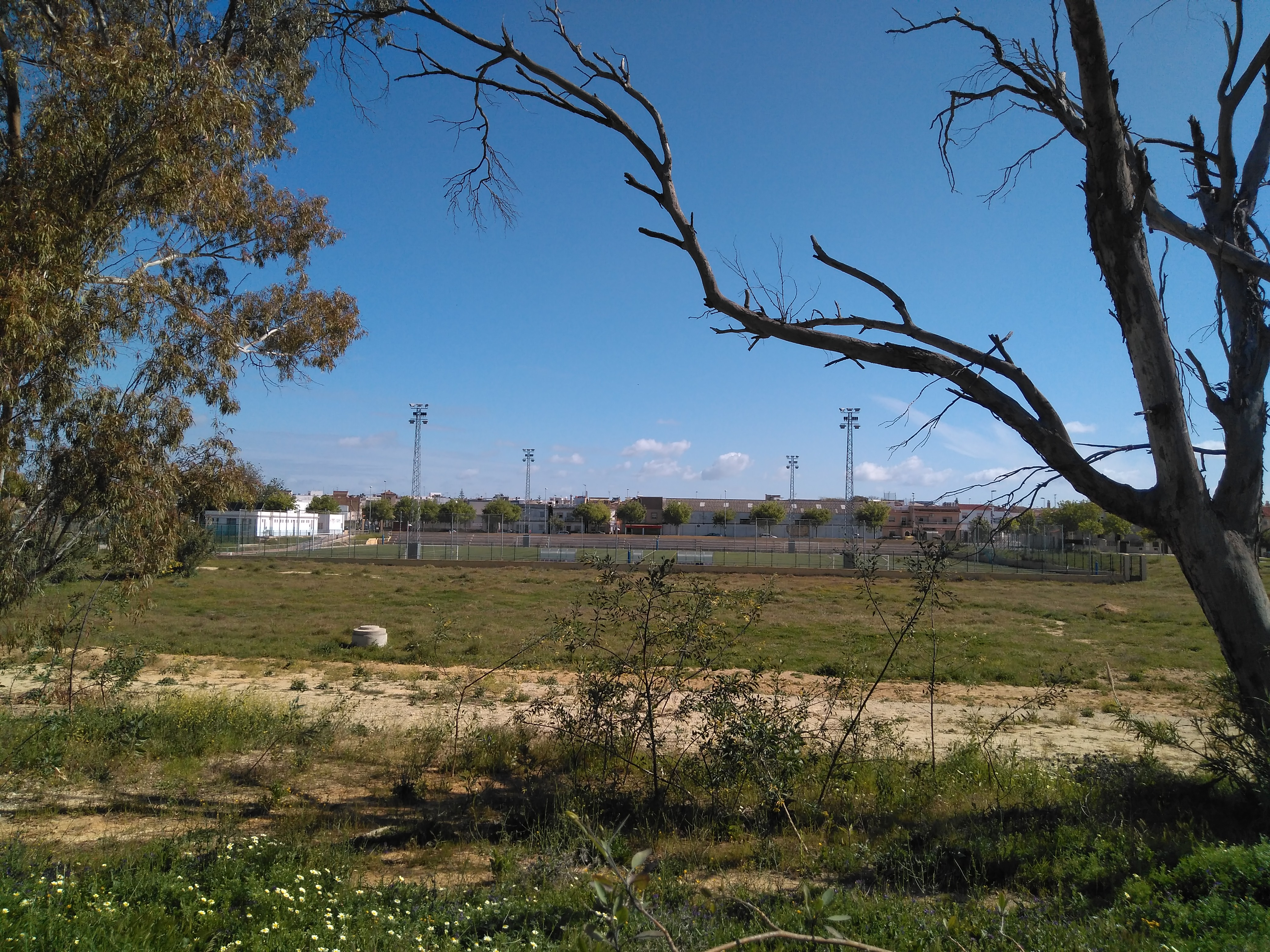
Campo de fútbol de La Canaleja

El campo de fútbol de La Canaleja, con un aforo para 1000 espectadores, es el campo local de diversos equipos de la ciudad y sede de la Escuela de Fútbol Base Vicente Moreno.

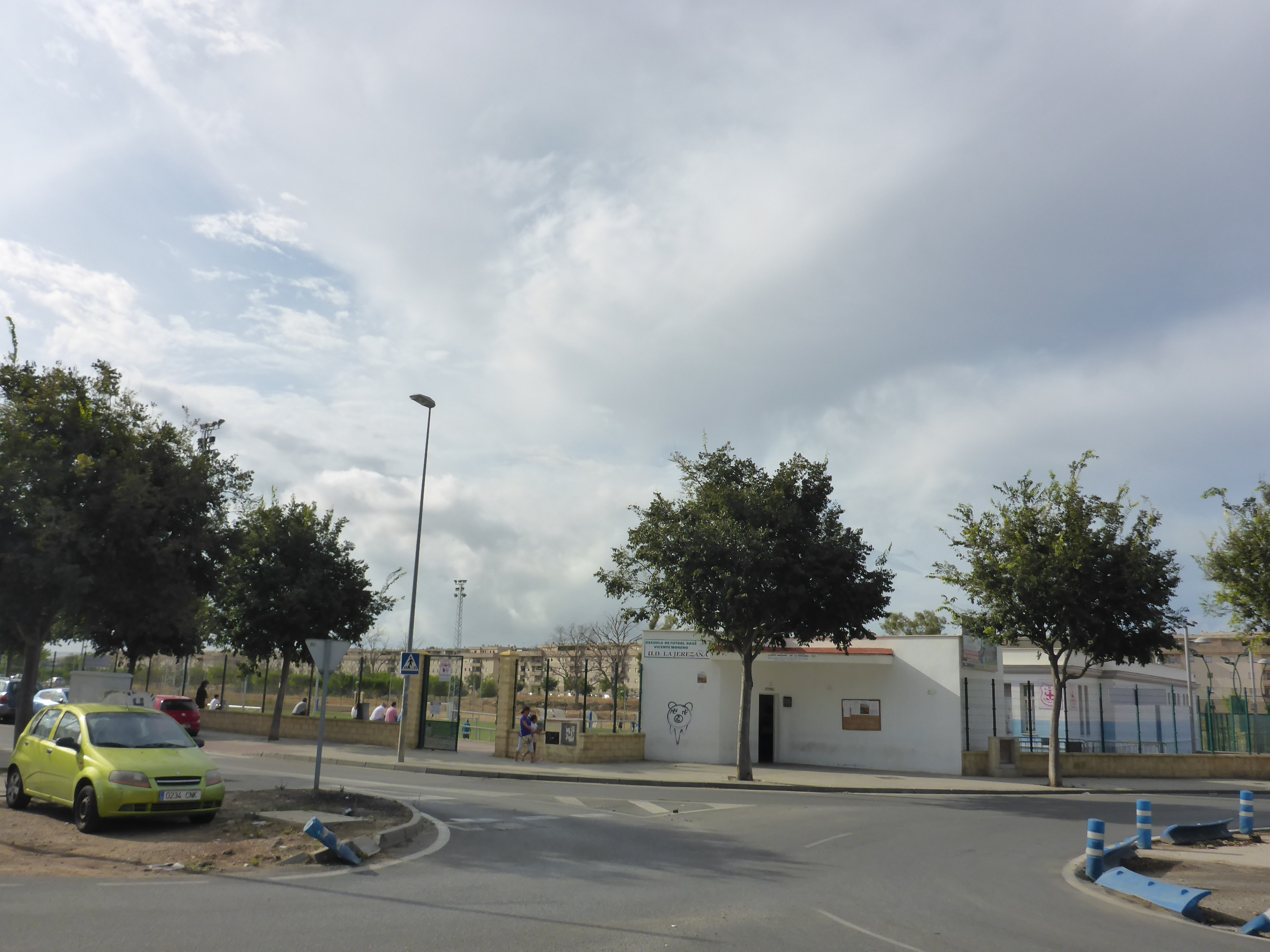
Polideportivo

Otras instalaciones deportivas importantes son:
- Club Nazaret
- Polideportivo de La Asunción
- Polideportivo Los Viñedos
- Polideportivo Montealegre
- Polideportivo Nueva Andalucía
- Polideportivo PrinciJerez
- Polideportivo La Milagrosa
- Polideportivo San Antonio
- Polideportivo La Pita-El Pinar

## Infraestructuras

### Edificios Religiosos
- Antigua parroquia de La Asunción
- Parroquia de La Asunción

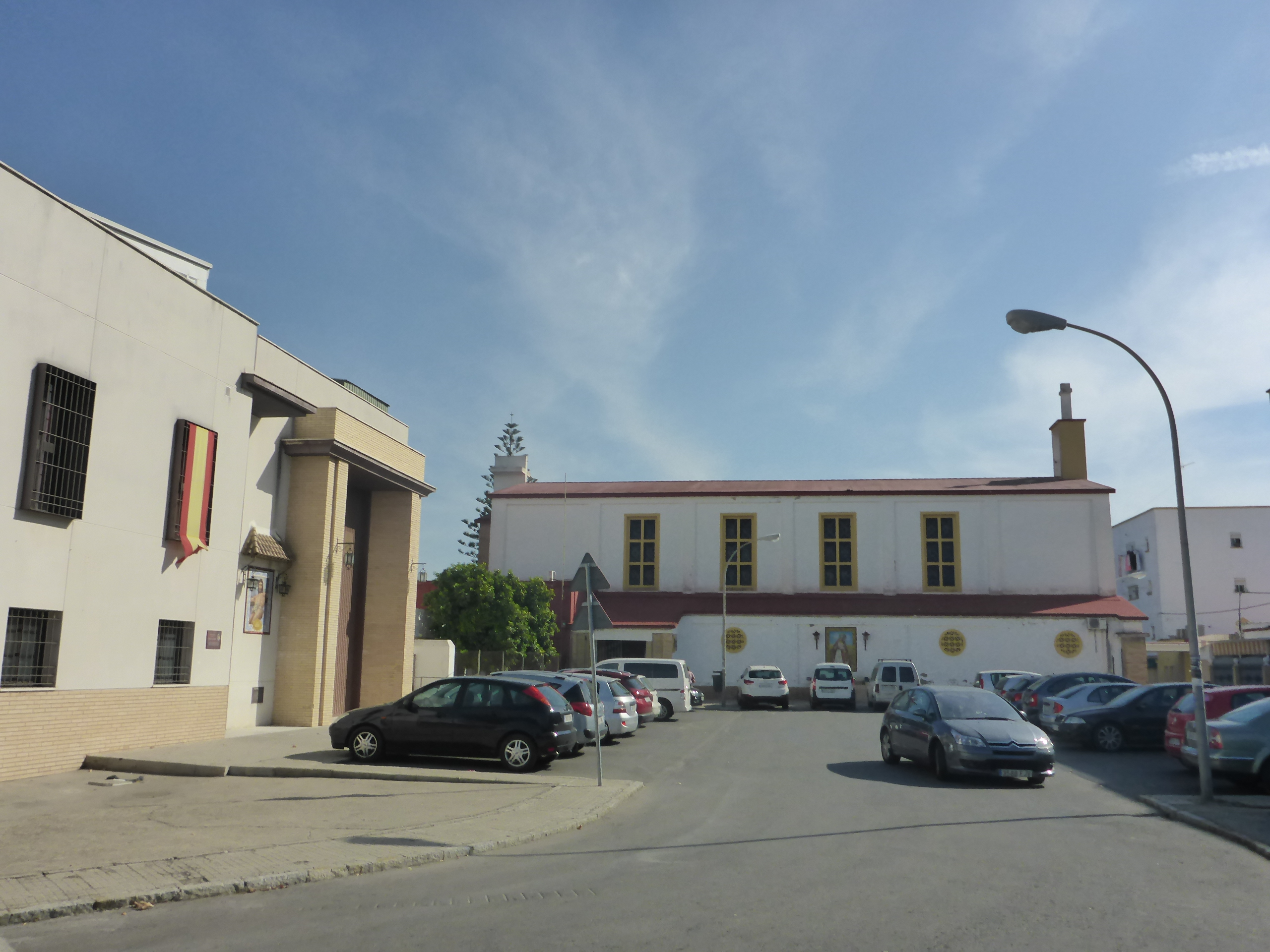
Parroquia de Las Viñas

- Parroquia de Nuestra señora de Las Viñas
- Parroquia de Los Dolores
- Centro parroquial Santa Ángela de la Cruz

### Otras Infraestructuras
- Ciudad de los Niños[1]
- Complejo de Educación Vial Ciudad de Jerez
- Parque de El Retiro
- Rotondas de la avenida Rey Juan Carlos I, decoradas con números monumentales[2]

### Históricas

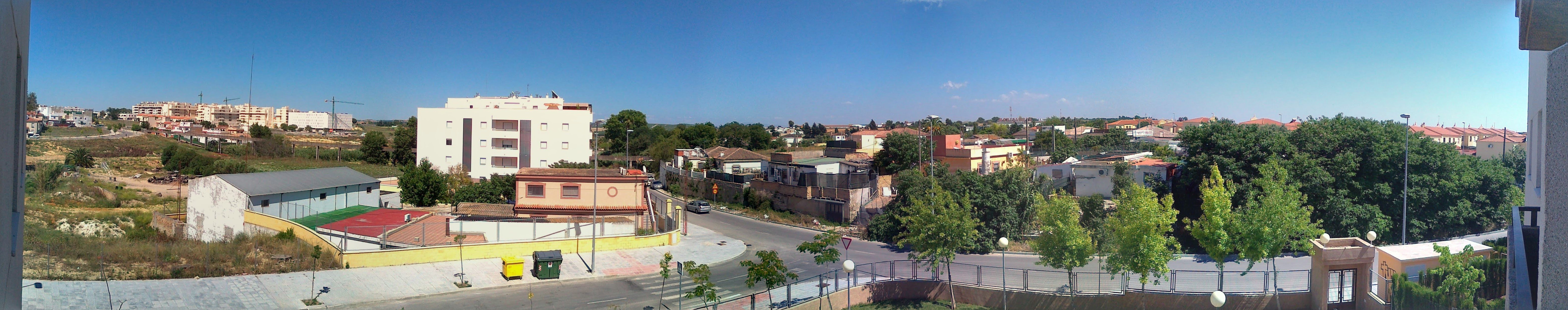
Acueducto de La Canaleja

- Acueducto de La Canaleja[3]